# Charzewice

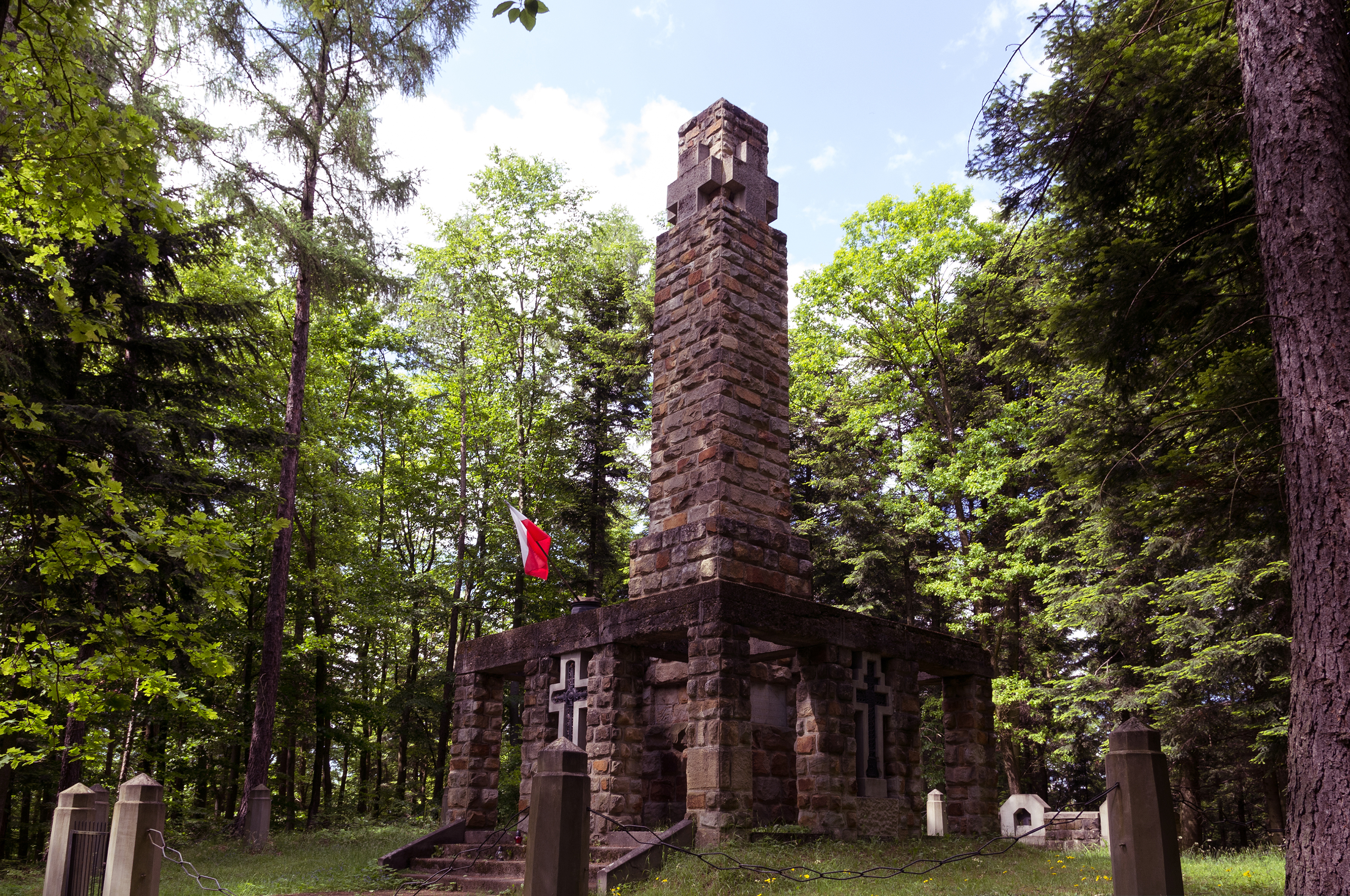
Soldatenfriedhof #290 in Charzewice

Charzewice ist ein Dorf der Gemeinde Zakliczyn im Powiat Tarnowski der Woiwodschaft Kleinpolen in Polen.

## Geographie
Der Ort liegt am linken Ufer des Flusses Dunajec im Pogórze Wiśnickie. Die Nachbarorte sind Melsztyn im Osten, Wesołów im Süden, Filipowice im Südwesten, Faliszewice im Westen, sowie Gwoździec im Norden.

## Geschichte
Laut örtlicher Tradition wurde das Dorf von deutschen Kolonisten nach dem Mongolensturm im 13. Jahrhundert gegründet, was allerdings unwahrscheinlich früh für deutsche Ansiedlung in dieser Region ist und von Quellen nicht bestätigt wird. Der Ort wurde zuerst im Jahr 1347 als Charzouice urkundlich erwähnt, als es zwischen Specymir und gewissenem Charz für andere Dörfer getauscht wurde, danach wurde von Specymir die Burg Melsztyn innerhalb des Dorfs Charzewice erbaut, später auch eine selbständige Siedlung und der Sitz römisch-katholischer Pfarrei. Der Name ist patronymisch abgeleitet vom Personennamen Charz (Zacharz, Zachariasz).
Das Dorf gehörte zunächst zum Königreich Polen (ab 1569 Adelsrepublik Polen-Litauen), Woiwodschaft Krakau, Kreis Sącz. Bei der Ersten Teilung Polens kam Charzewice 1772 zum neuen Königreich Galizien und Lodomerien des habsburgischen Kaiserreichs (ab 1804). Ab dem Jahr 1855 gehörte Charzewice zum Bezirk Brzesko.
1918, nach dem Ende des Ersten Weltkriegs und dem Zusammenbruch der k.u.k. Monarchie, kam Charzewice zu Polen. Unterbrochen wurde dies nur durch die Besetzung Polens durch die Wehrmacht im Zweiten Weltkrieg. Von 1975 bis 1998 gehörte Charzewice zur Woiwodschaft Tarnów.

## Sehenswürdigkeiten
- Soldatenfriedhöfe #288, #289 und #290 vom Ersten Weltkrieg